# Marco Polo (nau espacial)
Marco Polo va ser una proposta de missió espacial estudiada entre el 2007 i 2010. Es tractava d'una missió de retorn de mostres d'un asteroide proper a la Terra, i va ser considerat en el programa Cosmic Vision de l'ESA. Aquesta missió va ser reemplaçada pel concepte de missió del MarcoPolo-R.